# Lines of White on a Sullen Sea
Lines of White on a Sullen Sea è un cortometraggio muto del 1909 diretto da David W. Griffith che ne firma anche la sceneggiatura insieme a Stanner E.V. Taylor.
Fu il primo e unico film dove appare nei panni di attrice Harriet Quimby, una famosa aviatrice, la prima donna ad ottenere il brevetto di pilota negli Stati Uniti e la prima ad aver attraversato in volo il Canale della Manica.

## Trama
In un villaggio di pescatori, Emily deve scegliere tra due innamorati che si sono dichiarati. Tra Joe, che le ha offerto un anello di fidanzamento, e Bill, che le mette al polso un braccialetto chiuso con una chiavetta che lui si porta via, Emily sceglie il bel Billy. Un bel giorno, il marinaio deve imbarcarsi e partire, lasciando l'innamorata a terra. Bill è giovane e spensierato: arrivato in un altro porto, si innamora di un'altra ragazza, dimentica Emily e si sposa.
Passano gli anni: Emily, sempre fedele, aspetta il ritorno di Bill che, in tutto quel periodo, non le ha scritto neanche una parola. La povera giovane si consuma per quell'amore infelice che la porta inesorabilmente verso la tomba. Al villaggio, arriva un giorno Bill con la famiglia. Joe, quando lo incontra, vorrebbe colpirlo per tutte le pene che ha procurato alla donna di cui lui è ancora innamorato. Ma si trattiene e, invece, lo costringe a venire al capezzale di Emily, fingendo di essere tornato per lei. Emily vive i suoi ultimi istanti finalmente felice, ingannata da quella pietosa bugia.

## Produzione
Prodotto dalla Biograph Company, il film fu girato ad Atlantic Highlands nel New Jersey.

## Distribuzione
Distribuito dalla Biograph Company, il film - un cortometraggio in una bobina - uscì nelle sale cinematografiche statunitensi il 28 ottobre 1909.